# Ciałko Ubischa
Ciałko Ubischa, orbikula – drobne, kuliste ciałko osadzone na powierzchni egzyny rozwijającej się mikrospory. Orbikuje są wytwarzane przez tapetum w mikrosporangiach roślin nasiennych.